# Гёненч, Мебруре
Эмине Мебруре Гёненч (1900 — 6 декабря 1981) — турецкий педагог и политик, одна из первых 18 женщин-членов Великого национального собрания.

## Биография
Родилась в 1900 году в семье чиновника Ибрахима и его жены Дидар в Стамбуле. Начальное образование получила в Ускюдаре, затем училась в школе в Бешикташе, обучение там велось на французском и османском языках. В 1914 году поступила в Роберт-колледж, который окончила в 1919.
Преподавала французский язык в женской школе в Бейлербейи. Затем английский и науку в американской школе в Гедикпаше. В 1925-26 годах в рамках кампании по популяризации турецких товаров совершила поездку в Скандинавию на корабле «SS Kardeniz».
В 1930 году стала одной из первых женщин, избранных в муниципальный совет Аданы. Позднее была избрана в муниципальный совет Мерсина.
В 1934 году в Турции были приняты законы о фамилиях (до принятия этого закона фамилии в Турции не использовались) и женском избирательном праве. После этого Мебруре взяла фамилию Гёненч. В 1935 году Мебруре Гёненч была выдвинута от республиканской народной партии в Великое национальное собрание. После подсчёта голосов Гёненч стала одной из первых 18 женщин, избранных в Великое национальное собрание. Переизбиралась в 1939 и 1943 годах. В 1935 году Мебруре приняла участие в международном женском конгрессе, прошедшем в Стамбуле.
В 1949 году была избрана председателем Ассоциации слепых, а также школы для слепых. Приложила множество усилий для внедрения в Турции шрифта Брайля, поскольку сама имела проблемы со зрением.
Умерла 6 декабря 1981 года от сердечной недостаточности.

### Личная жизнь
В 1927 году вышла замуж за медика Ахмета Ремзи, от которого родила двоих детей.